# Droga N3 (Holandia)
Droga N3 (nl. Rijksweg 3) - znajduje się w południowo-zachodniej części holandii. Jest kontynuacją drogi N214 od węzła Papendrecht do węzła Dordrecht i dalej jako droga N217. Jest łącznikiem autostrad A15 i A16.